# Antonio Joaquín Pérez Martínez

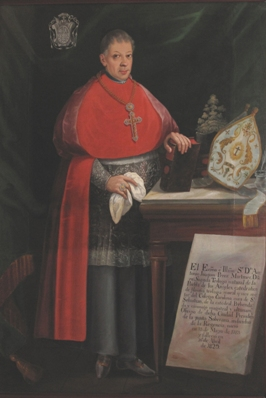
José Antonio Joaquín Pérez y Martínez

José Antonio Joaquín Pérez Martínez y Robles (Puebla de los Ángeles, Puebla, 13 de mayo de 1763 – Puebla de los Ángeles, Puebla, 26 de abril de 1829) fue un destacado sacerdote criollo en el último periodo del virreinato de la Nueva España, participó activamente en la primera época de las Cortes de Cádiz, la consumación de la independencia de México y la política nacional del México independiente.

## Inicios
Fue un activo miembro de la sociedad poblana que, siguiendo las costumbres de la época y como miembro de la distinguidas familias poblanas Pérez y Martínez y Robles, fue dedicado al sacerdocio, realizando estudios básicos en su ciudad natal, así como de seminario, obteniendo varios grados académicos, lo que le permitió distinguirse como catedrático en las materias de filosofía, teología y sagradas escrituras en el seminario mayor de la ciudad de Puebla así como de la Ciudad de México. Ordenado sacerdote, se desenvolvió en el ambiente administrativo del obispado poblano y de la Arquidiócesis de México, llegando a ser secretario particular del obispo Salvador Bienpica y Sotomayor, con cuyo sucesor el obispo Manuel Ignacio González de Campillo Gómez del Valle participó activamente en la vida política de la ciudad de Puebla y el virreinato de Nueva España.

## Diputado a las Cortes
Es así como en 1810 es electo diputado a las Cortes de Cádiz, cuyas sesiones son abiertas inicialmente en la población española de San Fernando el 24 de septiembre de 1810 y posteriormente trasladada a la ciudad de Cádiz, en (Andalucía). Se distingue entonces como político liberal, ocupando la presidencia de las Cortes en tres ocasiones. Por sus ideas liberales participa en los debates para abolir la Santa Inquisición, permitir la libertad de prensa y ampliar la soberanía de los distintos entes políticos que formaban el Imperio Español de la época.
Como miembro distinguido del partido liberal, participa en la promulgación de la Constitución Española de 1812, pero luego, por su conciencia religiosa, se alinea con el partido absolutista, por lo que firma el Manifiesto de los Persas, donde se solicita la reforma de la Constitución. Es durante esta lucha cuando es nombrado por tercera vez presidente de la asamblea, pero por el decreto del 4 de mayo de 1814 emitido por el rey Fernando VII, que suspende las Cortes y declara nula la Constitución Española de 1812, es abiertamente hostilizado y debe regresar al virreinato de Nueva España.

## Obispo de Puebla
De regreso en México, y por la muerte del obispo Manuel Ignacio González de Campillo Gómez del Valle, es nombrado en ausencia obispo de la ciudad de Puebla el 19 de diciembre de 1814, tomando el puesto hasta su regreso en 1815. Al parecer, se mantuvo fuera de la política durante la Guerra de Independencia, pero en varias ocasiones es investigado por sospechas de pertenecer al grupo subversivo Los Guadalupes.

## Independencia de México
En estas circunstancias, conoce la promulgación del Plan de Iguala, donde el general realista Agustín de Iturbide se pronuncia contra el gobierno virreinal y crea el Imperio Mexicano, garantizaba defender como única religión verdadera a la cristiana de rito católica, apostólica y romana y la ciudadanía universal de todos los grupos sociales.
Bajo estas premisas, se une al cada vez mayor número de novohispanos que se adhieren al Plan de Iguala, por lo que intercede entre Agustín de Iturbide y el último Jefe Político Superior del virreinato, el general Juan O'Donojú, para la realización de la entrevista en la Villa de Córdoba, en Veracruz, donde firman el Tratado de Córdoba por el cual se declara independiente al Virreinato de Nueva España.
Posteriormente, se traslada junto al virrey Juan O'Donojú a la Ciudad de México, hospedándose en el Palacio del ex Arzobispado en Tacubaya bajo la protección del Ejército Trigarante, entra junto al virrey a la ciudad y logra la evacuación pacífica de las fuerzas españolas, por lo que forma parte de la comitiva oficial que recibe en la puerta del hoy Palacio Nacional al general Agustín de Iturbide, para luego ser el primer firmante del Acta de Independencia del Imperio Mexicano.

## México independiente
Tras la independencia, se involucra en la política local y nacional, donde por medio de Francisco Pablo Vásquez y Sánchez Bizcaíno se involucra en las actividades diplomáticas para obtener el reconocimiento de la independencia por la Santa Sede y el necesario nombramiento de nuevos obispos y arzobispo para México. Siendo obispo de Puebla, muere el 26 de abril de 1829.